# AB Живописца
AB Живописца (лат. AB Pictoris, HD 44627) — звезда спектрального класса K, приблизительно в 163 световых годах от Солнца в созвездии Живописца. Считается, что звезда принадлежит молодой (30 миллионов лет) ассоциации Тукана — Часов. Также звезда относится к переменным типа BY Дракона. В 2005 году было объявлено, что астрономический объект (AB Живописца b, сокращенно AB Pic b) обнаружен на снимках 2003 и 2004 годов близко к AB Живописца и, вероятно, обращается вокруг этой звезды. Масса объекта, предположительно, находится на границе между коричневыми карликами и внесолнечными планетами.

## Возможная планетная система
В 2003 и 2004 гг. объект (теперь обозначается как AB Живописца b) наблюдался близко к звезде командой астрономов Европейской южной обсерватории. Поскольку объект обладает общим собственным движением с AB Живописца, то исследователи сделали вывод о физической связи объекта и звезды. Спектральный класс между L0V и L3V. Согласно моделям эволюции масса объекта лежит в интервале от 13 до 14 масс Юпитера. Однако, поскольку моделирование таких объектов является трудной задачей, то оценка оказывается очень неточной. Некоторые модели предсказывают массу 11 масс Юпитера, а по некоторым теориям масса может достигать 70 масс Юпитера. Температура находится в пределах от 1600 K до 2400 K. Пока неизвестно, является ли масса объекта достаточной для горения дейтерия (13 масс Юпитера), поэтому неизвестно, является ли объект внесолнечной планетой или коричневым карликом. Объект находится на расстоянии 275 а.е. от звезды.